# The Border Legion (film 1918)
The Border Legion è un film muto del 1918 diretto da T. Hayes Hunter. Tratto da un romanzo di Zane Grey, il western fu prodotto da Samuel Goldwyn e distribuito dalla Goldwyn Distributing Company, uscendo nelle sale il 28 luglio 1918.
Il romanzo The Border Legion fu portato diverse volte sullo schermo:

## Trama
Jim Cleve, accusato di codardia da Joan Randall, la sua fidanzata, si unisce a una banda di fuorilegge conosciuta con il nome di Border Legion. Joan, pentita, si mette sulle sue tracce ma viene attaccata dal capo della banda, Jack Kells, a cui lei spara. L'uomo resta ferito ma la ragazza si prende cura di lui, guarendolo. Il bandito promette di proteggerla. Ma quando arriva anche Jim a reclamare la donna, Jack viene ucciso dagli stessi uomini della sua banda.

## Produzione
Il film venne girato a Sonora, in California, prodotto dalla Goldwyn Pictures Corporation

## Distribuzione
Distribuito dalla Goldwyn Pictures Corporation

### Date di uscita
- USA  28 luglio 1918
- Portogallo A Legião da Fronteira 9 giugno 1922

## Altre versioni
- 1918 The Border Legion di T. Hayes Hunter (Goldwyn) con Blanche Bates, Hobart Bosworth
- 1924 The Border Legion di William K. Howard (Paramount) con Antonio Moreno
- 1930 The Border Legion di Otto Brower, Edwin H. Knopf (Paramount) con Jack Holt, Fay Wray
- 1934 The Last Round-Up di Henry Hathaway (Paramount) con Randolph Scott
- 1940 The Border Legion di Joseph Kane (Republic) con Roy Rogers